# Cercino
Cercino là một đô thị ở tỉnh Sondrio trong vùng Lombardia của Italia, có vị trí khoảng 80 km về phía đông bắc của Milano và khoảng 30 km về phía tây của Sondrio. Tại thời điểm ngày 31 tháng 12 năm 2004, đô thị này có dân số 708 người và diện tích là 6,2 km².
Cercino giáp các đô thị: Cino, Cosio Valtellino, Mantello, Novate Mezzola, Traona.